# Nakajima Hikōki
Nakajima Hikōki (jap. 中島飛行機, dt. „Nakajima Flugzeuge“) war ein japanischer Flugzeugbauer im Zweiten Weltkrieg.

## Geschichte
Im Jahr 1914 wurde die Nakajima-Gesellschaft gegründet. Im Jahr 1917 begann man in die Flugzeugindustrie einzusteigen und Chikuhei Nakajima gründete zunächst das Versuchslabor Hikoki Kenkyusho bzw. das Aeroplane Research Institute. Dabei konzentrierte man sich zunächst auf den Lizenzbau, hauptsächlich von Konstruktionen der Unternehmen Fokker und Douglas. Am 15. Dezember 1931 wurde die Firma in Nakajima Hikoki Kabushiki Kaisha umbenannt. Gleichzeitig trat Chikuhei Nakajima als Präsident des Unternehmens zurück und übergab diesen Posten seinem jüngeren Bruder Kiyoichi Nakajima.
Nach dem Zweiten Weltkrieg wurden zahlreiche der japanischen Firmenkonglomerate (japanisch: Zaibatsu), darunter auch die Nakajima Aircraft Co. Ltd., von den Alliierten aufgelöst. Nach einer grundlegenden Umstrukturierung entwickelte das Unternehmen Nakajima Hikōki fortan unter der neuen Firmierung Fuji Sanyo zivile Produkte. 1950 wurde Fuji Sanyo auf amerikanischen Befehl in zwölf Teile aufgespalten. Im Jahr 1953 erhielt das Unternehmen die Genehmigung, sechs Teile wieder zu vereinen. So wurde als Nachfolger von Fuji Sanyo am 15. Juli 1953 die Fuji Heavy Industries Ltd. mit einem Werk in Utsunomiya gegründet.
Zur Produktpalette von Fuji Heavy Industries gehören auch Flugzeuge, wie z. B. die Fuji FA200 Aero Subaru, sowie Automobile der Marke Subaru.

## Militärische Flugzeuge
Die Fertigung militärischer Flugzeuge bei Nakajima begann 1918 in Zusammenarbeit mit der Heeresluftfahrtschule in Tokorozawa. Zunächst wurden vor allem ausländische Modelle wie die Nieuport 24-C.1 (102 Maschinen) oder die Nieuport-Delage Ni-D.29-C.1 (608 Maschinen) in Lizenz gefertigt. Hinzu kamen die Nieuport 83-E.2 Schulflugzeuge (40 Maschinen). Diese Flugzeuge bildeten zusammen mit einigen Modellen von Mitsubishi die Grundausstattung der Kaiserlich Japanische Heeresluftstreitkräfte in den 1920er Jahren.
Im Jahr 1930 erschien die E4N, ein Wasserflugzeug, das als Aufklärer 85 Mal für die japanische Marine gebaut wurde. Von 1931 bis 1934 fertigte Nakajima 450 Jagdflugzeuge des Heeres-Typs 91. Im Jahr 1936 wurde der Jagdtiefdecker Ki-27 bei der japanischen Heeresluftwaffe in Dienst gestellt. Im Jahr 1940 erschien der Nachfolger der E4N, die E8N. Der Torpedobomber B5N (alliierter Codenamen „Kate“) wurde 1941 im Angriff auf Pearl Harbor eingesetzt, war das Rückgrat der japanischen Marineflieger und galt als das beste Torpedoflugzeug der Welt. Im Jahr 1944 löste die B6N Tenzan („Jill“) die B5N ab.
Weitere bekannte Konstruktionen für die japanische Armeeluftwaffe waren die Ki-43 Hayabusa („Oscar“), die Ki-44 Shoki („Tojo“), der dreisitzige Aufklärer und Nachtjäger J1N1 Gekko („Irving“) und der schwere zweimotorige Bomber Ki-49 Donryu („Helen“). Die Ki-84 Hayate („Frank“) wird im Allgemeinen als das beste japanische Kampfflugzeug des Zweiten Weltkriegs angesehen. Zudem entstand bei Nakajima auch eine Schwimmerversion der Mitsubishi A6M als Nakajima A6M-2N Rufe.
Zudem entstanden einige interessante Prototypen wie das Strahlflugzeug Kikka oder die schweren viermotorigen Bomber G5N Shinzan und  G8N Renzan.
Bis zum Ende des Krieges fertigte das Unternehmen insgesamt 25.935 Maschinen.